# Soony Saad
Hassan Ali Saad, meglio noto come Soony Saad (in arabo سونی سعد‎?; Dearborn, 17 agosto 1992), è un calciatore libanese con cittadinanza statunitense, attaccante svincolato della nazionale libanese.

## Statistiche

### Cronologia presenze in nazionale
| Cronologia completa delle presenze e delle reti in nazionale ― Libano | Cronologia completa delle presenze e delle reti in nazionale ― Libano | Cronologia completa delle presenze e delle reti in nazionale ― Libano | Cronologia completa delle presenze e delle reti in nazionale ― Libano | Cronologia completa delle presenze e delle reti in nazionale ― Libano | Cronologia completa delle presenze e delle reti in nazionale ― Libano | Cronologia completa delle presenze e delle reti in nazionale ― Libano | Cronologia completa delle presenze e delle reti in nazionale ― Libano |
| Data                                                                  | Città                                                                 | In casa                                                               | Risultato                                                             | Ospiti                                                                | Competizione                                                          | Reti                                                                  | Note                                                                  |
| --------------------------------------------------------------------- | --------------------------------------------------------------------- | --------------------------------------------------------------------- | --------------------------------------------------------------------- | --------------------------------------------------------------------- | --------------------------------------------------------------------- | --------------------------------------------------------------------- | --------------------------------------------------------------------- |
| 05-06-2021                                                            | Goyang                                                                | Libano                                                                | 3 – 2                                                                 | Sri Lanka                                                             | Qual. Mondiali 2022                                                   | -                                                                     | 72’                                                                   |
| 12-06-2021                                                            | Goyang                                                                | Corea del Sud                                                         | 2 – 1                                                                 | Libano                                                                | Qual. Mondiali 2022                                                   | 1                                                                     | 66’                                                                   |
| 11-11-2021                                                            | Sidone                                                                | Libano                                                                | 1 – 2                                                                 | Iran                                                                  | Qual. Mondiali 2022                                                   | 1                                                                     | 82’                                                                   |
| 12-10-2023                                                            | Podgorica                                                             | Montenegro                                                            | 3 – 2                                                                 | Libano                                                                | Amichevole                                                            | -                                                                     | 75’                                                                   |
| Totale                                                                |                                                                       | Presenze                                                              | 4                                                                     |                                                                       | Reti                                                                  | 2                                                                     |                                                                       |

## Palmarès

### Club

#### Competizioni nazionali
- Campionato MLS: 1

Sporting Kansas City: 2013